# Kastellaun

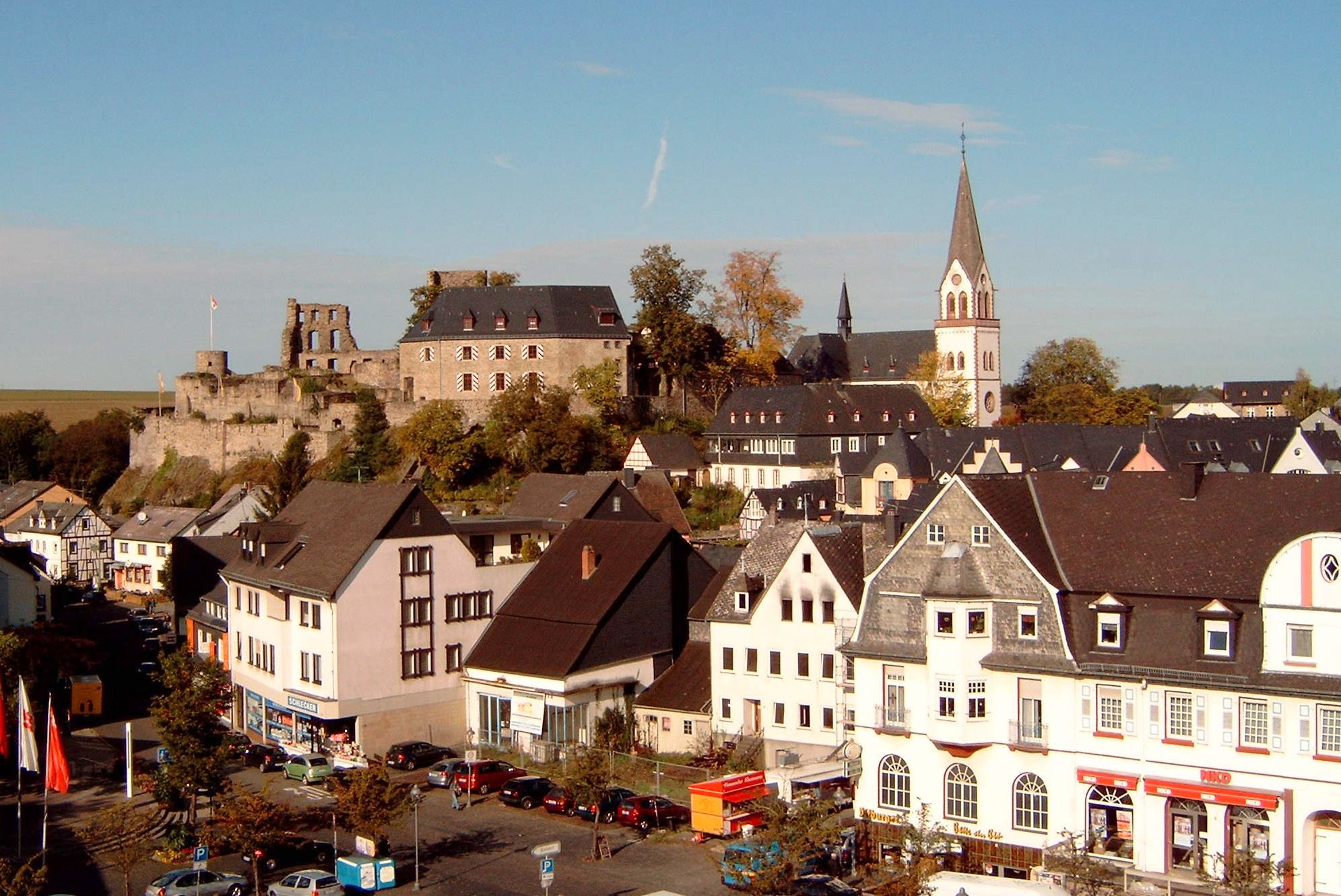
Marktplatz und Burg 2007

Die Stadt Kastellaun (amtliche Schreibweise bis zum 6. Dezember 1935: Castellaun) liegt in der Mittelgebirgslandschaft des Hunsrücks im Rhein-Hunsrück-Kreis in Rheinland-Pfalz. Sie ist Sitz der Verwaltung der gleichnamigen Verbandsgemeinde.

## Geographie

### Geographische Lage
Kastellaun liegt im vorderen Hunsrück etwa gleich weit entfernt von Rhein, Mosel und Nahe. Der Stadtkern liegt in einer Talsenke des Trimmbaches, der die Stadt und die Flur in Richtung des Deimerbaches entwässert.

### Klima
Der Jahresniederschlag beträgt 755 mm.

### Nachbarorte
| Uhler und Korweiler    | Beltheim                                    | Roth und Gödenroth     |
| Buch und Bell          | Kompassrose, die auf Nachbargemeinden zeigt | Hollnich               |
| die Pydna und Hundheim | Hasselbach                                  | Spesenroth und Laubach |

## Geschichte
Aus dem Jahre 1226 datiert die erste urkundliche Erwähnung von „Kestilun“ (Flurname zu vulgärlateinisch *castellione ‚befestigtes Anwesen, Schlösschen‘). Die gleichnamige Burg Kastellaun wurde von den Grafen von Sponheim errichtet und gehörte bis 1417 zur Vorderen Grafschaft Sponheim.
1301 wurde die Burg Residenz von Graf Simon II. von Sponheim und seiner Frau Elisabeth. Graf Simon II. verlieh Kastellaun 1305 Stadtrecht und erwirkte von König Heinrich VII., dem Bruder von Balduin von Luxemburg, Erzbischof zu Trier, am 8. November 1309 das Marktrecht. Belagert wurden Burg und Stadt 1321 durch den Trierer Erzbischof Balduin von Luxemburg. Balduin baute 1325 gegen Kastellaun die nahe Burg Balduinseck bei Buch. Ein undatiertes Gefälleregister der Grafschaft Sponheim im Landeshauptarchiv Koblenz, wohl aus der Zeit um 1330/1335, enthält den Ort unter dem Namen Kestulun, Kestulunum, de Kesteluno. Im Jahr 1340 verließ Graf Walram von Sponheim Kastellaun und ging nach Kreuznach.
Mit dem Tod Johanns V. 1437 kam die Grafschaft Sponheim (nämlich die Hintere Grafschaft und die verbliebenen drei Fünftel der Vorderen Grafschaft) an dessen Erben, die Markgrafen von Baden und die Grafen von Veldenz. 1444 wurden die Grafen von Veldenz von Pfalz-Simmern beerbt und Friedrich I. erhielt das Fürstentum Simmern und den Anteil der Grafschaft Sponheim aus dem Veldenzer Erbe, das er von Kastellaun aus regierte. Friedrich I. und sein Bruder Ludwig I. teilten 1459 die väterlichen Besitzungen wiederum auf. Ludwig I. wählte Meisenheim zur Residenz und Friedrich I. residierte in Simmern. Der pfalz-simmerische Anteil der Hinteren Grafschaft Sponheim fiel 1560 an Pfalz-Zweibrücken beziehungsweise in der Erbteilung 1569 an Pfalz-Birkenfeld unter Pfalz-Zweibrücker Hoheit.

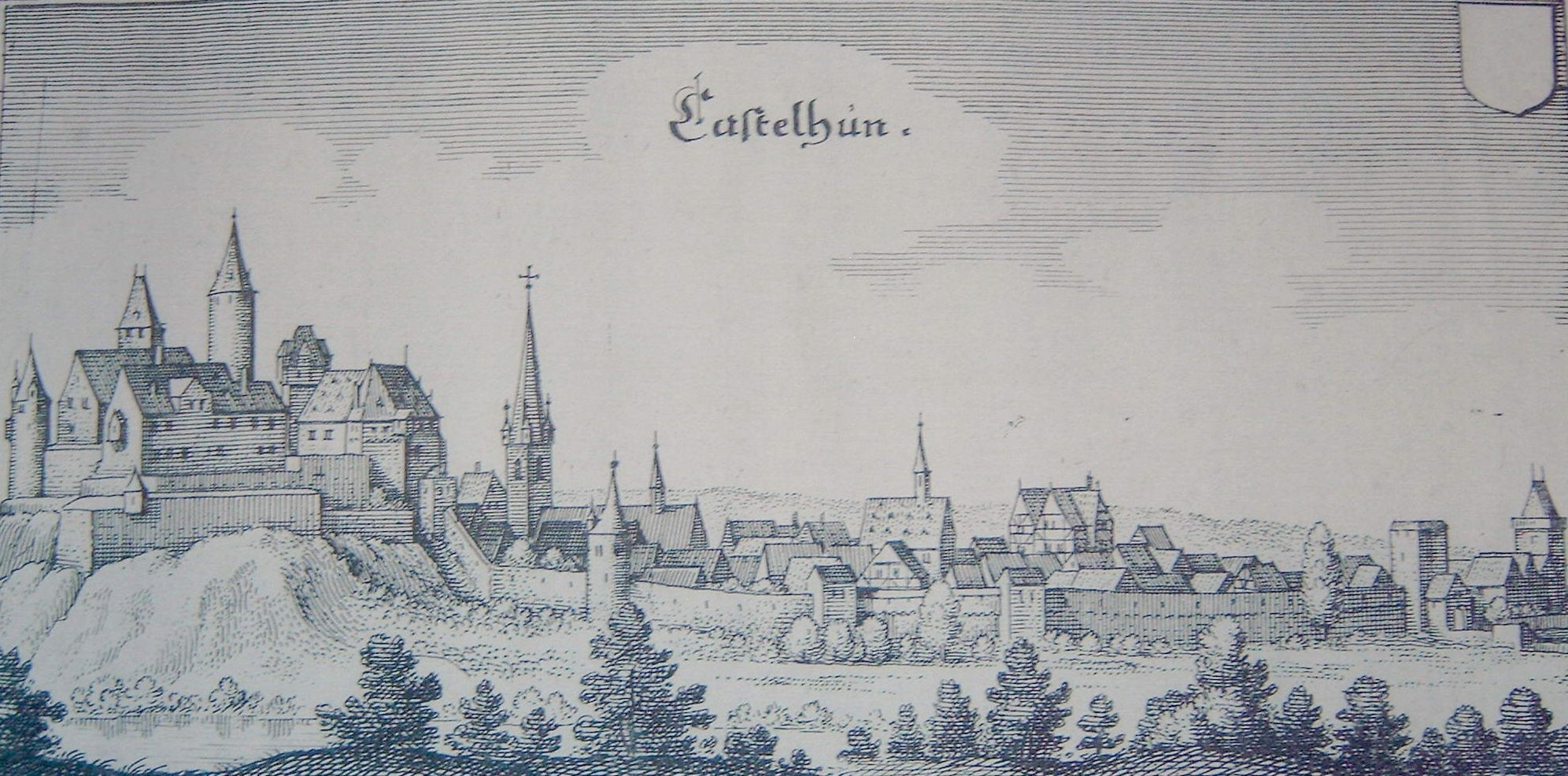
Ansicht von Kastellaun von Matthäus Merian, 1645

Auf der Burg lebten bis 1594 Amtmänner, die die Interessen der Gemeinherren Grafschaft Veldenz, Markgrafschaft Baden, Pfalzgrafschaften Simmern und Zweibrücken vertraten. 
Als Markgraf Eduard Fortunat 1594 aus der Markgrafschaft Baden-Durlach vertrieben wurde, nahm er Zuflucht auf der Burg Kastellaun, die damit erneut Residenz wurde.
Im Zuge des Dreißigjährigen Krieges (1618–1648) besetzten Spanier, Schweden, Lothringer, Hessen und Franzosen die Stadt. Große Pestepidemien wüteten.
Die sponheimische Herrschaft um Kastellaun endete 1687 vorübergehend mit der Besetzung vieler linksrheinischer Gebiete durch die Truppen Ludwigs XIV. im Pfälzischen Erbfolgekrieg. In dessen Folge wurden im Jahr 1689 Burg und Stadt zerstört. 1776 endete die Gemeinherrschaft durch eine vertragliche Aufteilung. Amt und Stadt Kastellaun fielen an Pfalz-Zweibrücken.
Während der Koalitionskriege wurde die Region 1793/94 durch französische Revolutionstruppen besetzt, 1798 dem Departement Rhin-et-Moselle angegliedert und damit bis zum Wiener Kongress 1815 französisch. Infolge der Neuregelung der Territorien wurde Kastellaun Teil der preußischen Rheinprovinz.
Die Burg wurde 1820 Privatbesitz. Die Stadt kaufte das Gelände 1884 und sanierte das Gemäuer erstmals. Der Burgberg und das Gemäuer wurden 1990–1993 erneut saniert und restauriert. 1999 wurden das erste Burghaus und 2005 das zweite Burghaus wieder errichtet. Am 9. September 2007 wurde dort ein Dokumentationszentrum eingeweiht, das als Haus der regionalen Geschichte eingerichtet ist.
Seit 1946 ist der Ort Teil des damals neu gegründeten Landes Rheinland-Pfalz. Am 14. September 1969 erhielt er wieder das Stadtrecht.

### Konfessionsstatistik
Mit Stand 30. Juni 2005 waren von den Einwohnern 42,5 % römisch-katholisch, 40,7 % evangelisch und 16,8 % waren konfessionslos oder gehörten einer anderen Glaubensgemeinschaft an. Der Anteil der Protestanten und Katholiken an der Gesamtbevölkerung ist seitdem jährlich um zirka 1 Prozentpunkt gesunken. Derzeit (Stand April 2025) sind von den Einwohnern 31,0 % katholisch, 30,4 % evangelisch und 38,6 % sind konfessionslos oder gehören einer anderen Glaubensgemeinschaft an.

### Religion
Kastellaun gehörte früher zum Kirchspiel Bell. Im 14. Jahrhundert hat es eine Filialkirche. Mit der Einführung der Reformation durch Friedrich III. 1557 wurde Kastellaun selbständig. Bis zum Pfälzischen Erbfolgekrieg war die Stadtkirche Kastellaun ausschließliches Eigentum der Evangelischen. Die wenigen Katholiken des Städtchens hielten ihre Gottesdienste in der vor der Stadt liegenden Friedhofskapelle (ab 1728 neue Saalkirche). 1690 wird die Kirche zur Simultankirche bestimmt. 1894 wird das zu vielen Streitigkeiten führende Simultaneum durch Vertrag und Zahlung einer Ablösesumme von 12.000 Talern an die Katholiken aufgelöst, die daraufhin 1899–1902 eine neue neugotische Basilika durch Eduard Endler bauen lassen.
Eine jüdische Gemeinde bildet sich ab 1862 durch Zuzug von jüdischen Gläubigen offiziell um 1892. 1879 wird bereits ein eigener Friedhof außerhalb der Stadt errichtet. Die Synagoge wird am 10. November 1938, einen Tag später als sonst im Deutschen Reich, in Brand gesteckt.

### Einwohnerentwicklung
| Kastellaun: Einwohnerzahlen von 2012 bis 2024 | Kastellaun: Einwohnerzahlen von 2012 bis 2024 | Kastellaun: Einwohnerzahlen von 2012 bis 2024 | Kastellaun: Einwohnerzahlen von 2012 bis 2024 | Kastellaun: Einwohnerzahlen von 2012 bis 2024 |
| --------------------------------------------- | --------------------------------------------- | --------------------------------------------- | --------------------------------------------- | --------------------------------------------- |
| Jahr                                          |                                               |                                               |                                               | Einwohner                                     |
| 2012                                          | 2012                                          |                                               | 5.094                                         | 5.094                                         |
| 2015                                          | 2015                                          |                                               | 5.274                                         | 5.274                                         |
| 2020                                          | 2020                                          |                                               | 5.519                                         | 5.519                                         |
| 2024                                          | 2024                                          |                                               | 5.722                                         | 5.722                                         |
| Quelle(n): statistik.rlp.de                   |                                               |                                               |                                               |                                               |

## Politik

### Stadtrat
Der Stadtrat in Kastellaun besteht aus 22 Ratsmitgliedern und dem Vorsitzenden.

### Bürgermeister
Stadtbürgermeister ist Christian Keimer (parteilos). Bei der Kommunalwahl am 26. Mai 2019 wurde er mit einem Stimmenanteil von 72,62 % in seinem Amt bestätigt. Bei der Kommunalwahl am 9. Juni 2024 wurde er bei einer Wahlbeteiligung von 55,8 % ohne Gegenkandidat mit 67,5 % der Stimmen erneut wiedergewählt.

### Wappen
| Wappen von Kastellaun | Blasonierung: „In Schwarz ein von Rot und Silber (Weiß) zweireihig geschachter Balken, darüber nebeneinander zwei goldene (gelbe) Helmkronen.“ |
| Wappen von Kastellaun | Wappenbegründung: Das Wappen entstammt einem Gerichtssiegel aus dem frühen 15. Jahrhundert. Es zeigt den geschachten Balken der Grafen von Sponheim. Die beiden Kronen und der rot-weiße Schachbalken sind Zeichen für die hintere Grafschaft, welche als Symbol der Gemeinherrschaft der Sponheimer Grafen Simon und Heinrich galten. |

### Städtepartnerschaft
Mit der französischen Stadt Prémery in Burgund besteht seit 1994 eine Städtepartnerschaft. Diese Partnerschaft entstand aus einer im Jahr 1983 begonnenen Schulpartnerschaft zwischen der „IGS Kastellaun“ und dem „Collège Nationalisé mixte“.

## Infrastruktur

### Verkehr
Die Anbindung an den überörtlichen Verkehr ist über die seit 2014 fertiggestellte Umgehungsstraße B 327 (Hunsrückhöhenstraße) gegeben. Der Flughafen Frankfurt-Hahn befindet sich ca. 20 km in südlicher Richtung von Kastellaun und ist über die Hunsrückhöhenstraße erreichbar.

### Schulen
Im Stadtgebiet von Kastellaun gibt es eine Grundschule, die Integrierte Gesamtschule (IGS) mit gymnasialer Oberstufe, die Theodor-Heuss-Schule (FOES) mit den Förderschwerpunkten ganzheitliche und motorische Entwicklung sowie die Freie Waldorfschule Kastellaun.

### Sonstige Einrichtungen
Das Julius-Reuß-Zentrum, eine Einrichtung des Schmiedel mit verschiedenen Wohnangeboten für Menschen mit besonderem Unterstützungsbedarf, ist in einem Wohngebiet zwischen dem Stadtkern und dem Industrie-Gebiet angesiedelt. Die Lebenshilfe Rhein-Hunsrück unterhält eine integrative Kindertagesstätte, eine Tagesförderstätte und ein Wohn- und Apartmenthaus für Erwachsene. Menschen mit seelischer Beeinträchtigung finden in einem rehabilitativen Wohnheim der Stiftung Bethesda – St. Martin ein Zuhause.
Im Industriegebiet der Stadt befindet sich eine Zweigstelle der Rhein-Mosel Werkstatt, ein Betrieb mit „geschützten Arbeitsplätzen“ für Menschen, welche nicht oder noch nicht auf dem allgemeinen Arbeitsmarkt beschäftigt werden können (WfbM).

### Freizeit
Am südöstlichen Stadtrand befindet sich ein Hallenbad mit integriertem Reha-Zentrum angegliedert an einen Sport- und Fitnessbereich. In dessen unmittelbarer Nähe schließt eine Minigolfanlage das Gelände ab.
Seit Mai 2008 gibt es den Kyrillpfad. Ein Teil der Waldfläche, die vom Orkan Kyrill verwüstet worden war, wurde für Besucher zugänglich gemacht. Auf einem 800 Meter langen Pfad durch 1,5 Hektar Windwurffläche kann man sich ein Bild von den Sturmschäden machen und dabei etwas über den neu entstehenden Wald erfahren. Zehn Informationsstationen beschäftigen sich detailliert mit der Geologie, Bodenkunde, der Wurzelentwicklung, Klima und Wetter, dem Leben im Totholz, der Gefräßigkeit des Borkenkäfers, der natürlichen und künstlichen Waldverjüngung, der maschinellen Holzernte und der modernen Forstwirtschaft.
In der Nachbarschaft des Kyrillpfades wurde im Mai 2008 ein Hochseilklettergarten und ein Barfußpfad eröffnet.
Am südlichen Stadtrand von Kastellaun verläuft auf der Trasse der ehemaligen Hunsrückbahn der Schinderhannes-Radweg. Dieser startet in Simmern und führt an Kastellaun vorbei nach Emmelshausen.
In der Nähe der Stadt Kastellaun liegt die ehemalige Raketenbasis Pydna. Hier findet jedes Jahr das Techno-Festival Nature One statt.
Neben vielen anderen Vereinen gibt es den Turnverein Kastellaun. Er ist Teil der überörtlich bekannten Handballspielgemeinschaft (HSG) Kastellaun-Simmern.

### Tourismus
Die Stadt bemüht sich um die Förderung des Tourismus. Führungen durch die Altstadt und zur Burgruine werden angeboten. Die bedeutendsten Bauwerke, sowie historische Begebenheiten zur Geschichte der Burg und Stadt Kastellaun, werden dabei von fachkundigen Führern gezeigt und erklärt. Der kleine traditionelle Tier-Erlebnispark Bell liegt in unmittelbarer Nachbarschaft des Beller Marktplatzes und beherbergt seit 2015 in einem Tigergehege vier sibirische Tiger.
Kastellaun liegt an der Deutschen Alleenstraße.

### Bundeswehrstandort
In Kastellaun befindet sich seit dem 20. März 1964 eine Bundeswehrkaserne, welche früher das Fernmelderegiment 920 und eine Instandsetzungseinheit, jetzt das Informationstechnikbataillon 282 beherbergt. In der Kaserne befindet sich die sogenannte BSg-K: Diese ist eine der drei festen Bodenstationen des bundeswehreigenen Satellitenkommunikationssystems SATCOMBw und verfügt über eine C-Band-, zwei X-Band- und P-Band-Antennen.

## Persönlichkeiten

### In Kastellaun geboren
- Eberhard Kieser (1583–1631), Kupferstecher und Verleger
- Johann Wilhelm Josef Castello (1758–1830), Priester, Domdechant, Haushofmeister und Professor
- Christian Ludwig Schmidt (1770–1855), Friedensrichter, Maire und Landrat
- Arnold von Lasaulx (1839–1886), Mineraloge und Geologe
- Heinrich Friedrich Zimmer (1851–1910), Keltologe und Indologe, erster deutscher Professor für Keltologie
- Eduard Bäumer (1892–1977), deutscher Maler und Grafiker
- Albrecht Koschorke (* 1958), Literaturwissenschaftler an der Universität Konstanz

### Mit Kastellaun verbunden
- Heinrich Barenbroch (um 1525–1587), ehemaliger evangelischer Pfarrer in Kastellaun.
- Eduard Fortunat von Baden (1565–1600), Regent der Markgrafschaft Baden-Baden, starb in der Burg Kastellaun.
- Friedrich Back (1801–1879), ehemaliger evangelischer Pfarrer in Kastellaun.
- Friedrich Hachenberg (1915–1992), Forstmann, leitete von 1951 bis 1968 das Forstamt Kastellaun und veröffentlichte mehrere Bücher und Fachbeiträge über den Wald rund um die Stadt Kastellaun.
- Karl-August von Dahl (* 1942), evangelischer Pfarrer, ehemaliger Vorsitzender der Bürgerinitiative Oberstufe für Kastellaun.
- Jutta Renate von Dahl (* 1943), evangelische Pfarrerin, ehemalige Lehrerin an der Volkshochschule der Verbandsgemeinde Kastellaun.
- Christian W. Schenk (* 1951), Arzt, deutsch-rumänischer Lyriker, Essayist, Übersetzer und Verleger, lebte in Kastellaun (1987–2009).
- Marlon Bröhr (* 1974), Zahnarzt, Politiker (CDU) und Bundestagsabgeordneter (MdB), lebt seit 2003 in Kastellaun.

## Filme
- Alexander Stein: Kastellaun und die Nature One. EinsPlus, 2013.[19]